# Biografielijst Ce

## Cea
- Pedro Cea (1900-1970), Uruguayaans voetballer
- Elena Ceaușescu (1919-1989), vrouw van Nicolae Ceauşescu
- Nicolae Ceaușescu (1918-1989), dictator van Roemenië (1967-1989)

## Ceb
- Mišo Cebalo (1945-2022), Kroatische schaker
- Anton Čebej (1722-ca. 1774), Sloveens kunstenaar
- Zvezdan Čebinac (1939), Servisch-Zwitsers voetballer
- David Cebrián (1991), Spaans autocoureur

## Cec

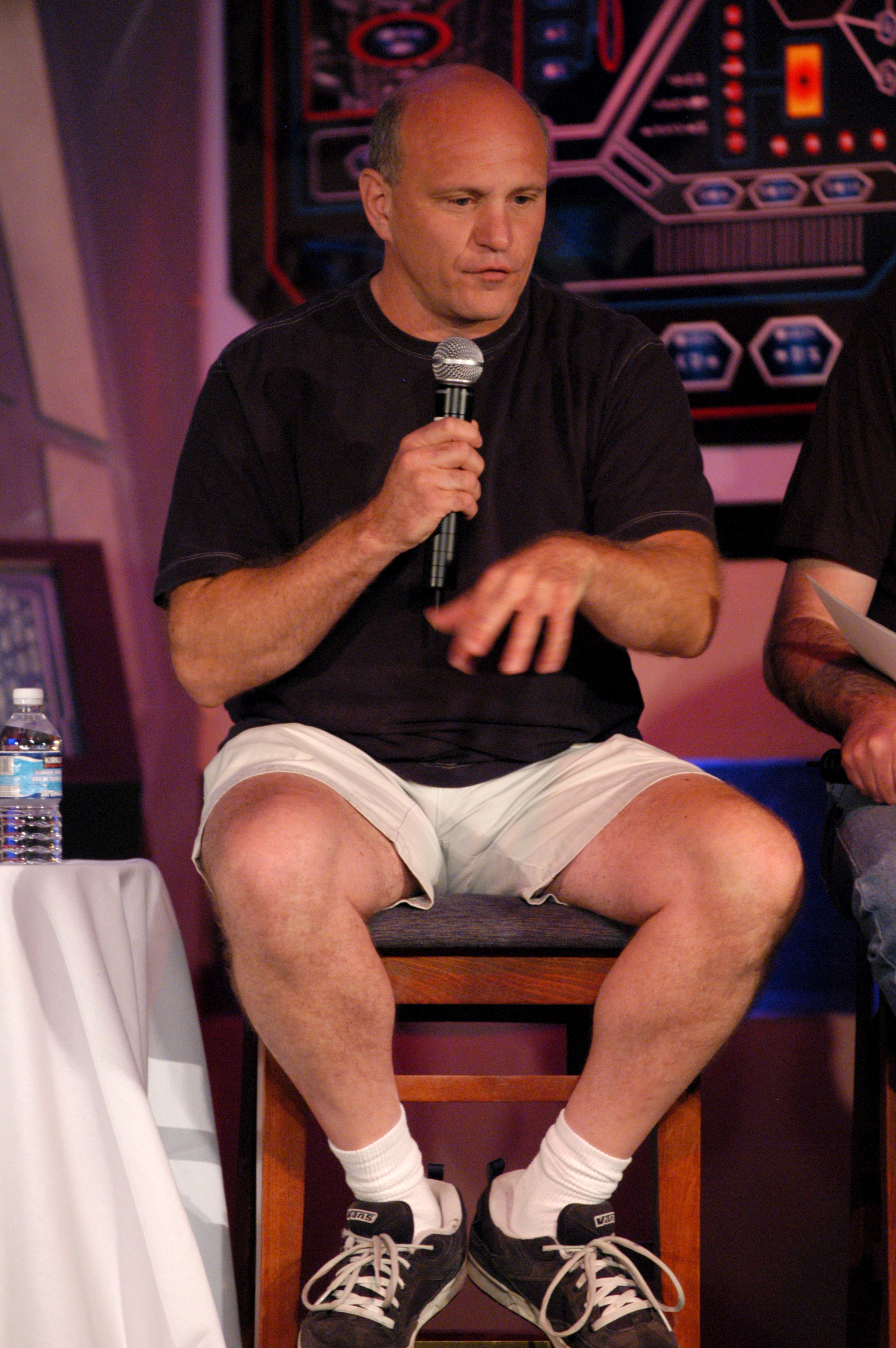
Fulvio Cecere, 2005

- Daniela Ceccarelli (1975), Italiaans alpineskiester
- Lucio Cecchinello (1969), Italiaans motorcoureur
- Kevin Ceccon (1993), Italiaans autocoureur
- Thomas Ceccon (2001), Italiaans zwemmer
- Fulvio Cecere (1960), Canadees acteur
- Marek Čech (1983), Slowaaks voetballer
- Petr Čech (1982), Tsjechisch voetbaldoelman
- Derek Cecil (1973), Amerikaans acteur
- Julien de Cecil (1795-1865), Belgisch politicus
- Johnny Cecotto (1956), Venezolaans auto- en motorcoureur
- Johnny Cecotto jr. (1989), Venezolaans autocoureur

## Ced
- Machel Cedenio (1995), atleet uit Trinidad en Tobago
- Don Ceder (1989), Nederlands advocaat en politicus
- Jurgen Ceder (1963), Belgisch politicus
- Ulf Ceder (1974), Fins darter
- Gabriel Cedrés (1970), Uruguayaans voetballer

## Ceh
- Nastja Čeh (1978), Sloveens voetballer

## Cel

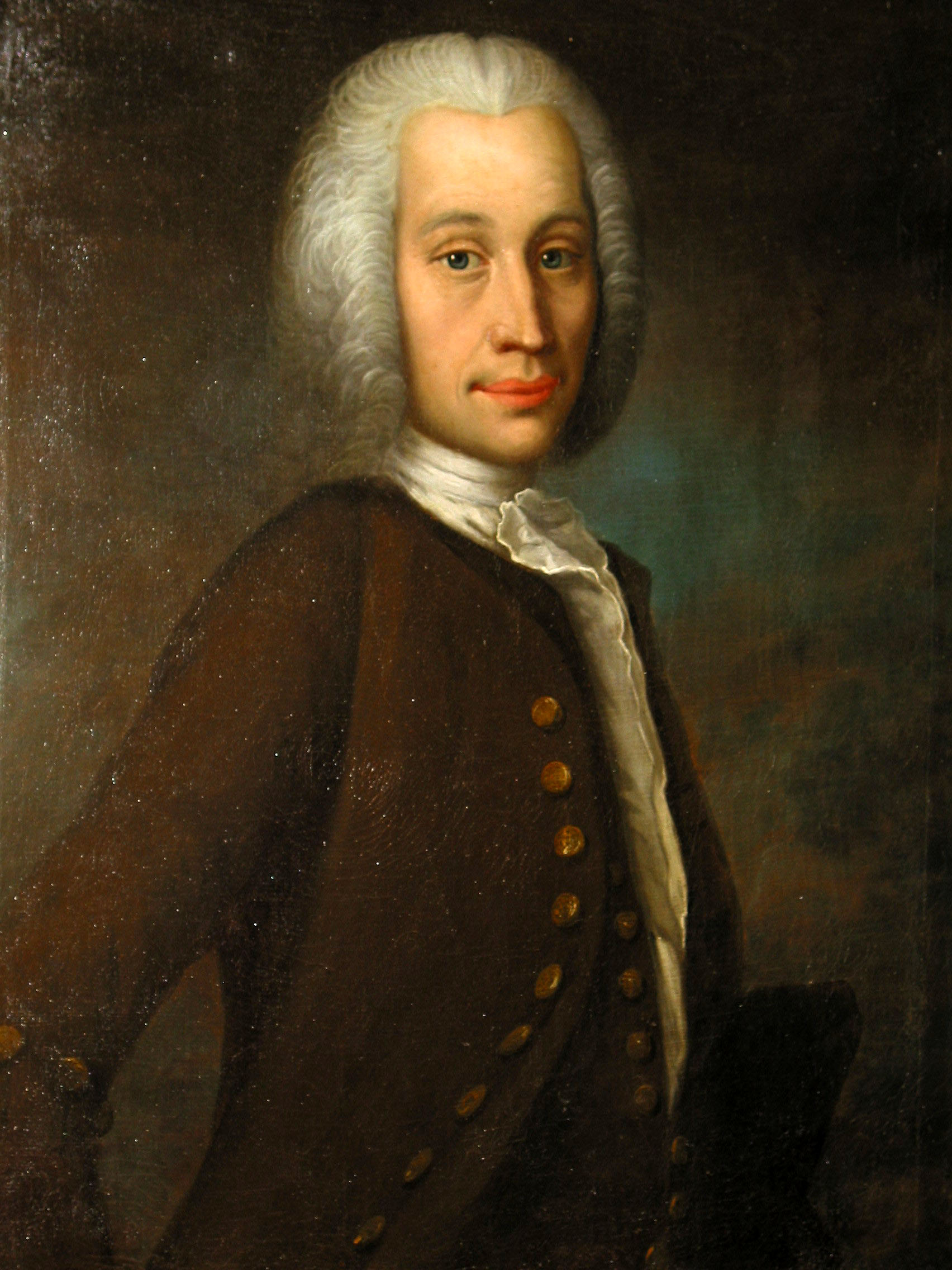
Anders Celsius

- Camilo José Cela (1916-2002), Spaans schrijver
- Paul Celan (1920-1970), Joods-Roemeens Duitstalig dichter en vertaler
- Gianni Celati (1937-2022), Italiaanse schrijver
- Celestinus I (+432), paus (422-432)
- Celestinus II, geboren als Guido di Castello, (+1144), paus (1143-1144)
- Celestinus II, geboren als Tebaldo Buccapecus, (+1126), tegenpaus (1124)
- Celestinus III, geboren als Giacinto Bobone, (1106-1198), paus (1191- 1198)
- Celestinus IV, geboren als Goffredo Castiglione, (+1241), paus (1241)
- Celestinus V, geboren als Pietro di Morrone, (1215-1296), paus (1294)
- Adolfo Celi (1922-1986), Italiaans acteur
- Ahmet Çelik (1956), Turks-Nederlands bestuurskundige
- Louis-Ferdinand Céline (1894-1961), Frans schrijver
- Alfonso Celis Jr. (1996), Mexicaans autocoureur
- Frits Celis (1929), Belgisch muzikant en componist
- Guillermo Celis (1993), Colombiaans voetballer
- Joop Celis (1958), Nederlands pianist
- Karen Celis (1972), Belgisch politicologe
- Nick Celis (1988), Belgisch basketbalspeler
- Pierre Celis (1925-2011), Belgisch bierbrouwer
- Vera Celis (1925-2011), (1959), Belgisch politica
- Vidal Celis (1982), Spaans wielrenner
- Ledina Çelo (1977), Albanees zangeres en model
- Anders Celsius (1701-1744), Zweeds astronoom

## Cem
- İsmail Cem (1940-2007), Turks journalist en politicus

## Cen
- Blaise Cendrars (1887-1961), Zwitsers-Frans schrijver en dichter
- Rogério Ceni (1973), Braziliaans voetballer
- Susanna Centlivre (1669-1723), Brits schrijfster en actrice
- Matthew Centrowitz (1989), Amerikaans atleet

## Cep
- Jolanda Čeplak (1976), Sloveens atlete

## Cer

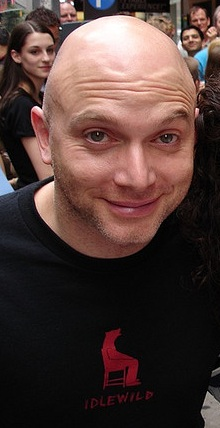
Michael Cerveris, 2006

- Pino Cerami (1922-2014),  Italiaans-Belgisch wielrenner
- Vincenzo Cerami (1940-2013), Italiaans scenarioschrijver
- Jason Cerbone (1977), Amerikaans acteur
- Simone Cercato (1975), Italiaans zwemmer
- Anton Cerer (1916-2006), Sloveens-Joegoslavisch zwemmer
- Pierre Ceresole (1879-1945), Zwitsers ingenieur, wiskundige en quaker
- Maurizio Ceresoli (1983), Italiaans autocoureur
- María Isabel (Belle) Pérez Cerezo (1976), Spaans zangeres, geboren en levend in België
- Gerlach Cerfontaine (1946), Nederlands zakenman
- Friedrich Cerha (1926-2023), Oostenrijks componist en dirigent
- Dragutin "Misko" Čermak (1944-2021), Joegoslavisch basketballer
- František Čermák (1976), Tsjechisch tennisser
- Eugene Cernan (1934-2017), Amerikaans astronaut
- Václav Černý (1997), Tsjechisch voetballer
- Fulvio Cerofolini (1928-2011), Italiaans politicus
- Dionicio Cerón (1965), Mexicaans atleet
- Laura Cerón (1964), Mexicaans/Amerikaans actrice
- Alberto Cerqui (1992), Italiaans autocoureur
- Juan Ignacio Cerra (1976), Argentijns atleet
- Luis Miguel Sánchez Cerro (1889-1933), voormalig president van Peru
- Michela Cerruti (1987), Italiaans autocoureur
- Michel de Certeau (1925-1986), Frans jezuïet en wetenschapper
- Fabio Cerutti (1985), Italiaans atleet
- Ignacio Cervantes Kawanagh (1847-1905), Cubaans componist en pianist
- Miguel de Cervantes (1547-1616), Spaans schrijver
- Michael Cerveris (1960), Amerikaans acteur
- Marcello Cervini, bekend als Paus Marcellus II, (1501-1555), paus (1555)

## Ces
- Marc'antonio Cesti (1623-1669), Italiaans componist

## Ceu
- Jan Ceulemans (1957), Belgisch voetbaltrainer en voormalig voetballer
- Leontien Ceulemans (1952-2022), Nederlands actrice, nieuwslezeres en presentatrice
- Raymond Ceulemans (1937), Belgisch carambolebiljarter
- Rik Ceulemans (1972), Belgisch langeafstandsloper
- Ann Ceurvels (1968), Belgisch actrice
- Georges Ceurvelt (1923-2010), Belgisch burgemeester van Sint-Amands

## Cev
- José Cevallos (1971), Ecuadoraans voetbaldoelman

## Cey
- Taner Ceylan (1976), Turks schilder

## Cez
- Paul Cézanne (1839-1906), Frans schilder